# تودورها
تودورها (به انگلیسی: The Tudors) نام مجموعهٔ تلویزیونی بریتانیایی در قالب تاریخی و درام است. پخش این مجموعه از بی‌بی‌سی در تاریخ ۱ آوریل ۲۰۰۷ آغاز شد، و تا ۲۰ ژوئن ۲۰۱۰ ادامه پیدا کرد. این مجموعه بر اساس داستان زندگی هنری هشتم است.

## بازیگران

### بازیگران اصلی
- جاناتان ریس میرز
- سام نیل
- کلوم بلو
- هنری کویل
- هنری چرنی
- جیمز فرین
- هانس متیسون
- ماریا دویل کندی
- سارا بولگر
- ناتالی دورمر
- آنیتا بریم
- آنابل والیس
- جاس استون
- جولی ریچاردسون
- تامزین مرچانت
- جیمی توماس کینگ
- پیتر اوتول
- ماکس فون سیدو
- آلان ون اسپرانگ
- جرالد مک‌سورلی
- لوتر بلیتو
- لوئیز ماری
- مکس براون
- تورانس کومبس
- جیمز گیلبرت
- دیوید اوهارا